# Homeomastax
Homeomastax is een geslacht van rechtvleugeligen uit de familie Eumastacidae. De wetenschappelijke naam van dit geslacht is voor het eerst geldig gepubliceerd in 1979 door Descamps.

## Soorten
Het geslacht Homeomastax omvat de volgende soorten:
- Homeomastax acrita Rowell & Bentos-Pereira, 2001
- Homeomastax annulipes Descamps, 1973
- Homeomastax bouvieri Bolívar, 1918
- Homeomastax brachyptera Rowell & Bentos-Pereira, 2001
- Homeomastax bustum Rowell & Bentos-Pereira, 2001
- Homeomastax carrikeri Hebard, 1923
- Homeomastax cerciata Hebard, 1923
- Homeomastax dentata Saussure, 1903
- Homeomastax dereixi Descamps, 1971
- Homeomastax eduardoi Porras & Bentos-Pereira, 2005
- Homeomastax hondurensis Rehn & Rehn, 1934
- Homeomastax jeanninae Descamps, 1971
- Homeomastax kressi Rehn & Rehn, 1934
- Homeomastax pluvialis Rowell & Bentos-Pereira, 2001
- Homeomastax quinteroi Rowell & Bentos-Pereira, 2001
- Homeomastax richteri Descamps, 1971
- Homeomastax robertsi Descamps, 1973
- Homeomastax silvicola Rehn & Rehn, 1934
- Homeomastax strigla Rowell & Bentos-Pereira, 2001
- Homeomastax surda Burr, 1899
- Homeomastax tenoriensis Rowell & Bentos-Pereira, 2001
- Homeomastax veraguae Hebard, 1933